# 戈德史密斯冰川
戈德史密斯冰川（英語：Goldsmith Glacier），是南極洲的冰川，位於科茨地，處於特倫德冰原島峰以南11公里，流經塞隆山脈，由英聯邦探險隊繪入地圖，現時由南極條約體系管理。